# Barbara Sieberth
Barbara Sieberth (* 6. Juni 1978 in Oberndorf bei Salzburg) ist eine österreichische Politikerin (Grüne) und selbständige Trainerin. Sie war von 2013 bis 2018 Abgeordnete zum Salzburger Landtag.

## Biographie
Sieberth studierte Rechtswissenschaften an der Universität Wien und schloss ihr Studium mit dem akademischen Grad Mag. ab. Sie absolvierte ihr Gerichtsjahr in Salzburg und ist beruflich seit 2003 in der Jugendarbeit tätig, wobei ihre Schwerpunkte in den Bereichen Jugendmobilität, Partizipation junger Menschen und Freiwilligendienste liegen. Dabei war sie unter anderem im Jugendverein Akzente Salzburg einige Jahre in der Leitung der Internationalen Abteilung aktiv. Derzeit ist sie selbständige Trainerin in der außerschulischen Jugendarbeit (EU Programm Jugend in Aktion) und arbeitet in der Projektbegleitung im Rahmen von EU-Projekten.
Sieberth wurde 2009 als Vertreterin der v Gemeinderätin in der Stadt Salzburg, wobei sie die Grünen bis Mitte Juni 2013 im Gemeinderat vertrat. Sie war Sprecherin der Salzburger Grünen für Jugend, Kultur, Frauen und Integration und war Mitglied des Kulturausschusses, Mitglied des Bauausschusses, Mitglied des Ehrungskuratoriums und Mitglied der Jagdkommission. Zudem war sie im     Kuratorium des Literaturhaus Eizenbergerhof vertreten. Sieberth kandidierte bei der Landtagswahl 2013 auf dem siebenten Platz der Grünen-Landesliste sowie auf dem zweiten Platz im Wahlkreis Salzburg und konnte dank des erstmaligen Gewinns von zwei Mandaten der Grünen in diesem Wahlkreis in den Landtag einziehen. Sie wurde am 19. Juni 2013 als Landtagsabgeordnete angelobt. Nach der Landtagswahl in Salzburg 2018 schied sie aus dem Landtag aus.
Sieberth ist Sprecherin der Grünen Frauen und Koordinatorin des Stammtisches jung:grün. Sie gründete zudem die Watchgroup gegen sexistische Werbung und ist  ehrenamtliche Mitarbeiterin bei der Plattform Menschenrechte Salzburg. Zudem war sie Mitgründerin des Vereins "blattform: eine stadt - ein garten" und einer damit verbundenen Initiative, des Gemeinschaftsgartens Pflanzerei Schallmoos.
Sieberth lebt in einer Lebensgemeinschaft und wurde 2012 Mutter einer Tochter. Sie wohnt in Schallmoos.